# Taterillus pygargus
Il taterillo del Senegal (Taterillus pygargus  Cuvier, 1838) è un roditore della famiglia dei Muridi diffuso nell'Africa occidentale.

## Descrizione
Roditore di piccole dimensioni, con la lunghezza della testa e del corpo tra 102 e 134 mm, la lunghezza della coda tra 128 e 165 mm, la lunghezza del piede tra 28 e 31,5 mm, la lunghezza delle orecchie tra 17 e 22 mm e un peso fino a 68 g.

Le parti superiori sono fulvo chiare con la base dei peli grigia mentre sono più pallide e con la base dei peli bianca lungo i fianchi. Le parti ventrali e le zampe sono bianche. Sono presenti una macchia bianca sopra ogni occhio e una dietro ogni orecchio. La coda è più lunga della testa e del corpo, è fulva sopra e bianca sotto e termina con un ciuffo di lunghi peli bruni. Il cariotipo è 2n=22-23 FN=40.

## Biologia

### Comportamento
È una specie terricola e notturna. Costruisce sistemi di tane e cunicoli profondi fino a 35 cm.

### Alimentazione
Si nutre di granaglie ed insetti.

### Riproduzione
Si riproduce alla fine della stagione delle piogge. Le femmine danno alla luce 4-6 piccoli dopo 26 giorni di gestazione. I maschi raggiungono la maturità sessuale dopo 12 settimane mentre le femmine dopo solo 8 settimane.

## Distribuzione e habitat
Questa specie è diffusa nel Senegal, Gambia, Mauritania meridionale, Niger sud-occidentale e Nigeria nord-occidentale.
Vive nelle savane boscose e in arbusteti spinosi in zone con precipitazioni annue madie tra 300 e 800 mm. Si trova anche in aree coltivate, dune sabbiose di recente formazione e terreni poveri di argilla.

## Conservazione
La IUCN Red List, considerato il vasto areale, la tolleranza alle modifiche ambientali e la popolazione numerosa, classifica T.pygargus come specie a rischio minimo (Least Concern).